# Kuno Becker
Eduardo Kuno Becker Paz Cuellar Felix, bardziej znany jako Kuno Becker (ur. 14 stycznia 1978 w Meksyku) – meksykański aktor filmowy i telewizyjny, znany przede wszystkim z roli Santiago Muñeza w trylogii: Gol! (2005), Gol 2 (2007) i Gol 3 (2009).

## Życiorys

### Wczesne lata
Kuno Becker urodził się w Meksyku w rodzinie o korzeniach niemiecko-hiszpańskich jako syn Manuela Beckera Cuellara i Marii del Rocio Teddie Paz Felix. Dorastał wraz z bratem Guntherem i siostrą Karine. Początki jego kariery związane były z muzyką. W wieku sześciu lat był już zawodowym skrzypkiem. Wyjechał na stypendium do Europy i rozpoczął studia na Uniwersytecie Mozarteum w Salzburgu w Austrii, gdzie uczył się m.in. u Denesa Zsigmonda i Ruggiero Ricci. W wieku siedemnastu lat zrezygnował z kariery skrzypka i rozpoczął studia w Centrum Edukacji Artystycznej (CEA) Televisa.

### Kariera
Kiedy miał dziewiętnaście lat, po raz pierwszy zagrał w operze mydlanej. Wkrótce potem wziął udział w kolejnych telenowelach, m.in.: Pueblo chico, infierno grande (1997), Desencuentro (1997), Rencor apasionado (1998), Camila, Soñadoras (główna rola). Występował także na scenie w sztukach: Culpas prohibidas (1998), Culpas prohibidas (1999) i The Pillowman (2007).
Spotykał się z Kate del Castillo (2014).

## Filmografia

### Filmy fabularne
- 2003: Lucía, Lucía jako Adrián
- 2004: Imagining Argentina jako Gustavo Santos
- 2004: Isla Bella jako Rogelio
- 2005: English as a Second Language jako Bolivar de la Cruz
- 2005: Gol! jako Santiago Muñez
- 2005: Nomad jako Mansur
- 2007: Sex and Breakfast jako Ellis
- 2007: Gol 2 jako Santiago Muñez
- 2007: From Mexico With Love jako Hector Villa
- 2009: Gol 3 jako Santiago Muñez
- 2010: Espacio Interior jako Architekt
- 2010: Las Paredes hablan jako Javier
- 2010: Te presento a Laura jako Sebastian
- 2011: From Prada To Nada jako Rodrigo Fuentes
- 2012: Espacio Interior jako Lázaro
- 2013: Cinco de Mayo: The Battle jako Generał Ignacio Zaragoza
- 2013: El cartel de los sapos (The Snitch Cartel) jako Damian
- 2013: Cinco De Mayo jako Generał Ignacio Zaragoza
- 2014: Panic 5 Bravo jako Alex

### Seriale TV
- 1996: Para toda la vida jako Eduardo
- 1997: Te sigo amando jako Humberto
- 1997: Pueblo chico, infierno grande jako młody Ermilo
- 1997: El alma no tiene color jako Juan José
- 1997: Desencuentro jako David
- 1998: El Privilegio de Amar
- 1998: Camila jako Julio Galindo
- 1998: Rencor apasionado jako Pablo Gallardo Del Campo
- 1998: Soñadoras jako Ruben Barraisabal
- 1999: Mujeres engañadas jako César Martínez
- 2000: Primer amor, a mil por hora jako León
- 2010: Dr House (House) jako Ramón Silva
- 2010: Obrońcy (The Defenders) jako Alex Velasco
- 2011-2012: CSI: Kryminalne zagadki Miami (CSI: Miami) jako Esteban Navarro
- 2012: Dallas jako Drew Ramos